# Carlos Kameni
Idriss Carlos Kameni (Douala, Camerún, 18 de febrero de 1984) es un futbolista camerunés que juega de portero y actualmente se encuentra sin equipo.

## Trayectoria
Kameni se formó en el Benicarló Base Fútbol hasta que cumplió los 16 años. Con esa edad se convirtió en el portero más joven en ganar un oro olímpico, en los juegos de Sídney 2000; en la final de dicho torneo se enfrentaron Camerún y España, decidiéndose el encuentro en los penaltis.
Después de destacar en la liga francesa en equipos como el Le Havre A. C. o A. S. Saint-Étienne, en 2004 fichó por el R. C. D. Espanyol recomendado por el mítico portero camerunés perico Thomas N'Kono, entonces preparador de porteros del club. Debutó en la liga española 2004-2005 en un empate a uno entre R. C. D. Espanyol y Real Club Deportivo de La Coruña. Ese año Kameni fue el portero que más penaltis paró de toda la liga, deteniendo lanzamientos de jugadores como Ronaldo, Fernando Torres, Júlio Baptista. Al año siguiente evitó con sus paradas la derrota del Espanyol en el derbi contra el FC Barcelona. Allí consiguió con el club perico su primer título como profesional (la Copa del Rey que el club blanquiazul ganó ante el Real Zaragoza en la final que se jugó en el estadio Santiago Bernabéu en abril de 2006), así como un subcampeonato de la Copa de la UEFA (que perdió ante el Sevilla F. C. en la final que se disputó en Glasgow el 16 de mayo de 2007).

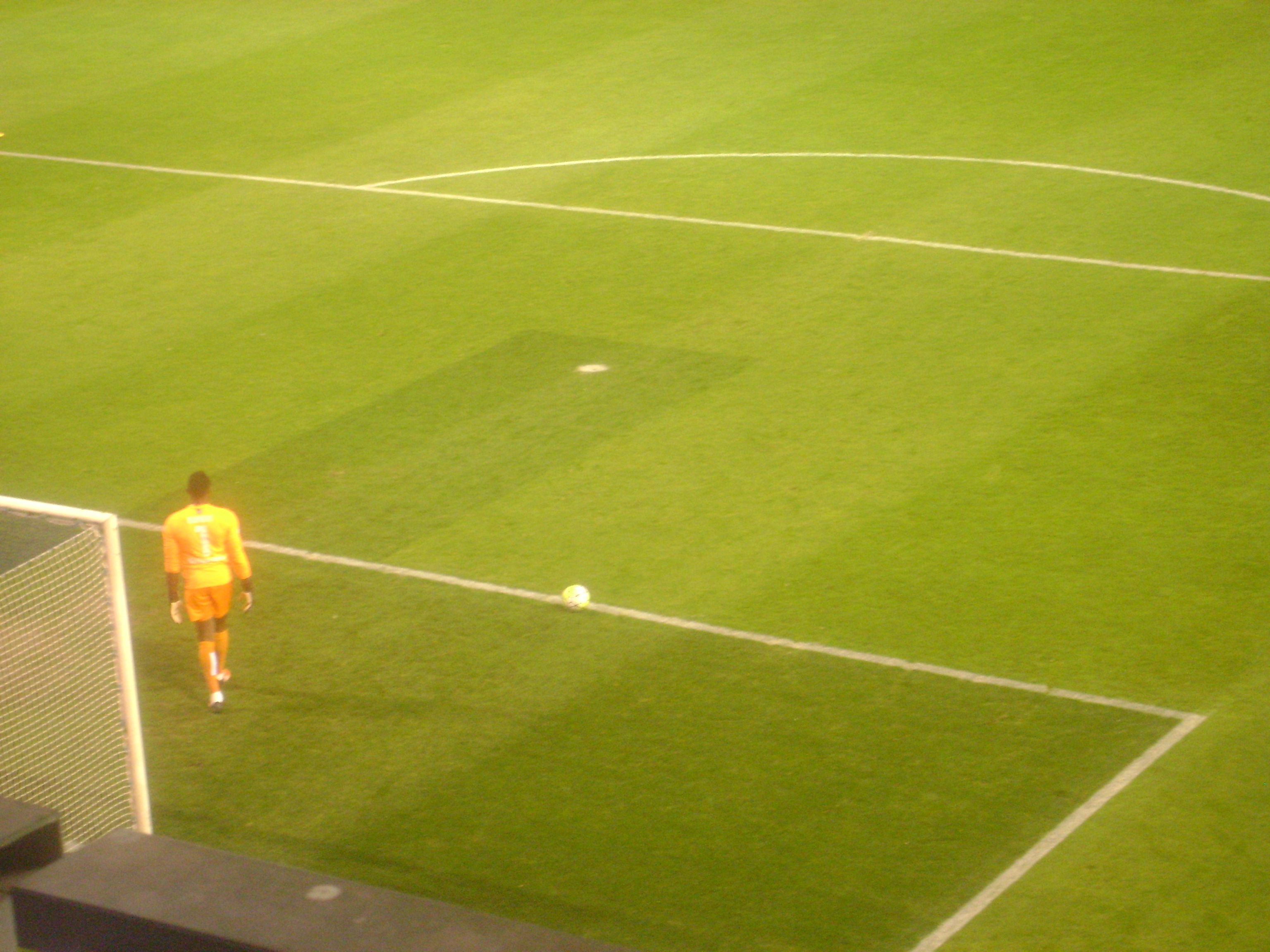
Kameni disputando un partido con el Málaga C. F. frente al Deportivo de La Coruña.

En mayo de 2009 dejó su récord de imbatibilidad en 550 minutos ante el Calig C. F. El anterior récord lo poseía Thomas N'Kono, gran valedor y maestro de su compatriota, que en la temporada 1988-89 consiguió mantener su portería a cero durante 496 minutos. El portero camerunés fue pieza clave de la permanencia perica. Pero Carlos también fue noticia por protagonizar un sonado incidente, encarándose y amenazando a un aficionado que previamente le había insultado.
En enero de 2012, tras ser condenado a un largo ostracismo por parte de Mauricio Pochettino, se anunció el fichaje de Kameni por el Málaga C. F., En el Málaga C. F. pasó los mejores años de su carrera deportiva. Comenzó siendo el portero suplente, pero su protagonismo aumentó considerablemente tras la salida de Willy Caballero rumbo al Manchester City, ya que se convirtió en el guardameta titular del equipo hasta llegar a ser uno de los mejores de la historia del club, completando actuaciones antológicas contra equipos de la talla mundial del F. C. Barcelona y del Real Madrid C. F. y logrando parar a sus respectivas estrellas, Lionel Messi y Cristiano Ronaldo, por lo que se consagró como un ídolo para la afición malaguista y como uno de los jugadores más queridos en el club.[cita requerida]
En el verano de 2017, tras un conflicto con su entrenador, Míchel, y ante la sorpresa de toda la hinchada del club, dejó el Málaga C. F. para poner rumbo a Turquía y continuar con su carrera en el Fenerbahçe S. K., pero esta etapa no fue nada exitosa para el portero camerunés ya que su adaptación al fútbol turco fue muy complicada, y en verano de 2019 decidió desvincularse del club. Entonces estuvo dos años sin equipo hasta que en agosto de 2021 se unió al A. S. Arta/Solar 7 de Yibuti. Doce meses después se comprometió con la U. E. Santa Coloma de Andorra.
En octubre de 2023 fichó por el equipo malagueño del Antequera C. F. para competir en la Primera Federación debido a la baja por lesión de Iván Moreno. Dejó el club en enero después de haber jugado cinco partidos y una vez Iván volvió a estar disponible.

## Selección nacional
Kameni ha sido internacional con la selección de fútbol de Camerún en 72 ocasiones. Con esta ha formado parte de la Copa Africana de Naciones en seis ocasiones: 2002, 2004, 2006, 2008, 2010 y 2019, siendo campeón en 2002 y subcampeón en 2008.
También formó parte de los equipos que participaron en la Copa Mundial de Fútbol en 2002 y 2010. Además logró la medalla de oro en el torneo de fútbol en los Juegos Olímpicos de Sídney 2000.

### Participaciones en Copas del Mundo
| Copa              | Sede                | Resultado    | Partidos | Goles |
| ----------------- | ------------------- | ------------ | -------- | ----- |
| Copa Mundial 2002 | Corea del Sur Japón | Primera fase | 0        | 0     |
| Copa Mundial 2010 | Sudáfrica           | Primera fase | 0        | 0     |

### Participaciones en Copa Africana de Naciones
| Copa                           | Sede   | Resultado        | Partidos | Goles |
| ------------------------------ | ------ | ---------------- | -------- | ----- |
| Copa Africana de Naciones 2002 | Mali   | Campeón          | 0        | 0     |
| Copa Africana de Naciones 2004 | Túnez  | Cuartos de final | 4        | -6    |
| Copa Africana de Naciones 2006 | Egipto | Cuartos de final | 1        | 0     |
| Copa Africana de Naciones 2008 | Ghana  | Subcampeón       | 6        | -8    |
| Copa Africana de Naciones 2010 | Angola | Cuartos de final | 4        | -8    |
| Copa Africana de Naciones 2019 | Egipto | Octavos de final | 0        | 0     |

### Participaciones en Copa Confederaciones
| Copa                      | Sede                | Resultado    | Partidos | Goles |
| ------------------------- | ------------------- | ------------ | -------- | ----- |
| Copa Confederaciones 2001 | Corea del Sur Japón | Primera fase | 0        | 0     |
| Copa Confederaciones 2003 | Francia             | Subcampeón   | 4        | -1    |

### Participaciones en Juegos Olímpicos
| Torneo                | Sede   | Resultado      | Partidos | Goles |
| --------------------- | ------ | -------------- | -------- | ----- |
| Juegos Olímpicos 2000 | Sídney | Medalla de Oro | 3        | -4    |

## Estadísticas

### Clubes
| Club | Div.          | Temporada     | Liga  | Liga  | Copas nacionales(1) | Copas nacionales(1) | Copa de la Liga(2) | Copa de la Liga(2) | Torneos internacionales(3) | Torneos internacionales(3) | Otros(4) | Otros(4) | Total | Total |
| Club | Div.          | Temporada     | Part. | Goles | Part.               | Goles               | Part.              | Goles              | Part.                      | Goles                      | Part.    | Goles    | Part. | Goles |
| --- | ------------- | ------------- | ----- | ----- | ------------------- | ------------------- | ------------------ | ------------------ | -------------------------- | -------------------------- | -------- | -------- | ----- | ----- |
| Le Havre A. C. Francia | 2.ª           | 2000-01       | 0     | 0     | 0                   | 0                   | 0                  | 0                  | —                          | —                          | —        | —        | 0     | 0     |
| Le Havre A. C. Francia | 2.ª           | 2001-02       | 0     | 0     | 0                   | 0                   | 0                  | 0                  | —                          | —                          | —        | —        | 0     | 0     |
| Le Havre A. C. Francia | 1.ª           | 2002-03       | 0     | 0     | 0                   | 0                   | 0                  | 0                  | —                          | —                          | —        | —        | 0     | 0     |
| Le Havre A. C. Francia | 2.ª           | 2003-04       | 0     | 0     | 0                   | 0                   | 1                  | 0                  | —                          | —                          | —        | —        | 1     | 0     |
| Le Havre A. C. Francia | Total club    | Total club    | 0     | 0     | 0                   | 0                   | 1                  | 0                  | —                          | —                          | —        | —        | 1     | 0     |
| R. C. D. Espanyol · España | 1.ª           | 2004-05       | 38    | 0     | 0                   | 0                   | —                  | —                  | —                          | —                          | —        | —        | 38    | 0     |
| R. C. D. Espanyol · España | 1.ª           | 2005-06       | 17    | 0     | 2                   | 0                   | —                  | —                  | 2                          | 0                          | —        | —        | 21    | 0     |
| R. C. D. Espanyol · España | 1.ª           | 2006-07       | 36    | 0     | 0                   | 0                   | —                  | —                  | 0                          | 0                          | 1        | 0        | 37    | 0     |
| R. C. D. Espanyol · España | 1.ª           | 2007-08       | 30    | 0     | 0                   | 0                   | —                  | —                  | —                          | —                          | —        | —        | 30    | 0     |
| R. C. D. Espanyol · España | 1.ª           | 2008-09       | 37    | 0     | 2                   | 0                   | —                  | —                  | —                          | —                          | —        | —        | 39    | 0     |
| R. C. D. Espanyol · España | 1.ª           | 2009-10       | 31    | 0     | 0                   | 0                   | —                  | —                  | —                          | —                          | —        | —        | 31    | 0     |
| R. C. D. Espanyol · España | 1.ª           | 2010-11       | 33    | 0     | 0                   | 0                   | —                  | —                  | —                          | —                          | —        | —        | 33    | 0     |
| R. C. D. Espanyol · España | Total club    | Total club    | 222   | 0     | 4                   | 0                   | —                  | —                  | 2                          | 0                          | 1        | 0        | 229   | 0     |
| Málaga C. F. · España | 1.ª           | 2011-12       | 9     | 0     | 0                   | 0                   | —                  | —                  | —                          | —                          | —        | —        | 9     | 0     |
| Málaga C. F. · España | 1.ª           | 2012-13       | 3     | 0     | 6                   | 0                   | —                  | —                  | 1                          | 0                          | —        | —        | 10    | 0     |
| Málaga C. F. · España | 1.ª           | 2013-14       | 0     | 0     | 1                   | 0                   | —                  | —                  | —                          | —                          | —        | —        | 1     | 0     |
| Málaga C. F. · España | 1.ª           | 2014-15       | 38    | 0     | 0                   | 0                   | —                  | —                  | —                          | —                          | —        | —        | 38    | 0     |
| Málaga C. F. · España | 1.ª           | 2015-16       | 28    | 0     | 0                   | 0                   | —                  | —                  | —                          | —                          | —        | —        | 28    | 0     |
| Málaga C. F. · España | 1.ª           | 2016-17       | 35    | 0     | 0                   | 0                   | —                  | —                  | —                          | —                          | —        | —        | 35    | 0     |
| Málaga C. F. · España | Total club    | Total club    | 113   | 0     | 7                   | 0                   | —                  | —                  | 1                          | 0                          | —        | —        | 121   | 0     |
| Fenerbahçe S. K. Turquía | 1.ª           | 2017-18       | 9     | 0     | 5                   | 0                   | —                  | —                  | 2                          | 0                          | —        | —        | 16    | 0     |
| Fenerbahçe S. K. Turquía | 1.ª           | 2018-19       | 0     | 0     | 0                   | 0                   | —                  | —                  | —                          | —                          | —        | —        | 0     | 0     |
| Fenerbahçe S. K. Turquía | Total club    | Total club    | 9     | 0     | 5                   | 0                   | —                  | —                  | 2                          | 0                          | —        | —        | 16    | 0     |
| U. E. Santa Coloma · Andorra | 1.ª           | 2022-23       | 7     | 0     | 0                   | 0                   | —                  | —                  | —                          | —                          | —        | —        | 7     | 0     |
| Antequera C. F. · España | 3.ª           | 2023-24       | 3     | 0     | 1                   | 0                   | —                  | —                  | —                          | —                          | —        | —        | 4     | 0     |
| Total carrera | Total carrera | Total carrera | 354   | 0     | 17                  | 0                   | 1                  | 0                  | 5                          | 0                          | 1        | 0        | 378   | 0     |
| (1) Incluye datos de la Copa del Rey (2005-23) y Copa de Turquía (2017-18). (2) Incluye datos de la Copa de la Liga de Francia (2003). (3) Incluye datos de la Copa de la UEFA (2005-06), Liga de Campeones (2012-13) y Liga Europa (2017-18). (4) Incluye datos de la Supercopa de España (2006). |               |               |       |       |                     |                     |                    |                    |                            |                            |          |          |       |       |

## Palmarés

### Campeonatos nacionales
| Título                     | Club               | País   | Año  |
| -------------------------- | ------------------ | ------ | ---- |
| Copa del Rey               | R. C. D. Espanyol  | España | 2006 |
| Primera División de Yibuti | A. S. Arta/Solar 7 | Yibuti | 2022 |
| Copa de Yibuti             | A. S. Arta/Solar 7 | Yibuti | 2022 |

### Campeonatos internacionales
| Título                    | Club                          | Sede   | Año  |
| ------------------------- | ----------------------------- | ------ | ---- |
| Juegos Olímpicos          | Selección olímpica de Camerún | Sídney | 2000 |
| Copa Africana de Naciones | Selección de Camerún          | Mali   | 2002 |

## Vida privada
Su hermano mayor, Mathurin Kameni, también es futbolista profesional y también juega de portero.
Kameni es amigo del también futbolista camerunés Samuel Eto'o.